# Seyssins
Seyssins település Franciaországban, Isère megyében. Lakosainak száma 8087 fő (2022. január 1.). Seyssins Claix, Échirolles, Grenoble, Saint-Nizier-du-Moucherotte és Seyssinet-Pariset községekkel határos.

## Népesség
A település népessége az elmúlt években az alábbi módon változott:
| Lakosok száma | 1573 | 5021 | 7028 | 6861 | 6945 | 7213 | 7685 | 7827 | 7907 | 8087 |
|               | 1968 | 1982 | 1990 | 2006 | 2013 | 2015 | 2017 | 2019 | 2020 | 2022 |